# Kijivsztar
Kijivsztar (ukránul: Київстар, angol írásmóddal: Kyivstar) ukrán távközlési vállalat, amely kommunikációs szolgáltatásokat és adatátvitelt nyújt vezetékes és mobil technológiák skáláján, beleértve a 4G-t (LTE) Ukrajnában.
A Kijivsztar mobilhálózat lefedi Ukrajna minden városát, valamint több mint 28 000 vidéki települést, az összes főbb országos és regionális útvonalat, valamint a legtöbb tengeri és folyópartot. 2020-tól a Kijivsztar a legnagyobb mobilszolgáltató és az egyik legnagyobb szélessávú internetszolgáltató Ukrajnában, mintegy 26 millió mobilügyfelet és több mint 1 millió szélessávú vezetékes internet-ügyfelet szolgálva ki. 
A fő távközlési szolgáltatásokkal együtt a FMC-szolgáltatásokat, digitális megoldásokat kínál – ipari IoT, mobil pénzügyi szolgáltatások, Open API Kijivsztar Open Telecom és mások. A vállalat ezeket a termékeket önállóan és nagy IT-cégekkel, köztük a Microsofttal együttműködve valósítja meg.
Az OTT TV szegmens vezető szerepet tölt be, több mint 250 tévécsatornához biztosít hozzáférést.
2006 óta a Kijivsztar társadalmi felelősségvállalási projekteket valósít meg.

## Tarifák
2022 márciusától a társaság előre fizetett és szerződéses tarifákkal rendelkezik.
A szerződéses felhasználók számára a tarifák 135 hrivnya/hó (Vash Start, "Az Ön kezdete") 1500 hrivnya/hó (Vash Maximum, „Az Ön maximuma”).
Az idősek és a fogyatékkal élők számára speciális árak érhetőek el – „Dzvinky dlia batkiv” (hu. – „Hívások szülőknek”) és „Internet dlia batkiv” (hu. – "Internet szülőknek").

### Számkapacitás
A szolgáltató öt hálózati kódot használ – 67, 68, 96, 97, 98, számos város vezetékes telefonhálózatában is rendelkezik számkapacitásokkal (például 2000 szám indexekkel 695ххх, 696ххх Poltavában, 20 000 esszхххх1 indexű szám, 782хххх Odesszában, 2014 júliusáig).

## Története

### Az 1990-es és 2000-es évek
A céget 1994-ben alapította Ihor Litovcsenko "Bridge" néven. Később nevét Kijivsztarra változtatták.
1997 – A cég 1997. december 9-én kezdte meg a mobilszolgáltatást.
1998 – Ukrajnában elsőként nyújt SMS-szolgáltatásokat.
2001 – A Kijivsztar az ukrán távközlési piac vezetője lett.

### A 2010-es évek
2010. október 21-én megkezdődött a Kijivsztar és a Beeline-Ukraine ukrán távközlési szolgáltatók (CJSC és Golden Telecom) egy vállalatba integrálásának folyamata. Az egyesült társaság Kijivsztar, djuice, és Beeline márkanév alatt nyújtott távközlési szolgáltatásokat. A Kijivsztar szerint az összevonás 2012 végére lezárult.
2014. augusztus 11-én a Kijivsztar leállította előfizetői kiszolgálását a krími félszigeten.
2015. februárjában a Kijivsztar bejelentette a távközlési szolgáltatások megszüntetését a donyecki és luhanszki régiók megszállt területein.
2015. áprilisában a Kijivsztar elindította 3G hálózatát.
A Kijivsztar 2017. március 23-án kezdeményezte a rádiófrekvenciák reformját, hogy a távközlési piac minden szereplője számára egyenlő esélyeket biztosítson a 4G kommunikáció fejlesztésére.
2017-ben az Ukrán Nemzeti Bank a Kijivsztar leányvállalatot fizetési infrastruktúra-üzemeltetői státuszban részesítette.
2018. január 31-én a Kijivsztar 4G licencet kapott.
2018. július 1-jén a Kijivsztar elindította a 4G szolgáltatást az 1800 MHz-es sávban.
2018. december 20-án a Kijivsztar elindította a Mobil-ID-t.

### A 2020-as évek
2020. március 5-én a Kijivsztar két szolgáltatóval közösen megkezdte a 4G kommunikációs szolgáltatásokat a kijevi Akademmistechko metróállomáson és a Zhytomyrska állomáshoz vezető alagútban. 2020. júliusától további nyolc kijevi metróállomáson és a köztük lévő alagutakban bővült a nagy sebességű internetszolgáltatás. Ezek a Zhytomyrska, Sviatoshyn, Heroiv Dnipra, Minska, Obolon, Syrets, Dorohozhychy és Lukyanivska állomások. 2021 májusától minden kijevi metróállomáson elérhető lesz a Kijivsztar nagysebességű 4G internetkapcsolata.

### A 2022-es orosz–ukrán háború alatt
2022. február 24-től, az Ukrajna elleni orosz katonai agresszió új szakaszának kezdetétől a Kijivsztar különleges intézkedéscsomagot hozott létre a társadalom és az előfizetők támogatására. A vállalat ingyenes kommunikációs szolgáltatásokat biztosított ügyfelei számára, 15 millió hrivnyát különített el jótékony célokra.
2018. augusztus 15-én Harkivban, Kijevben és Poltava régióban a Kijivsztar és az ukrán nemzeti rendőrség elindította a „Gyermekek keresése” című közös projektet. 